# Rudbar (Kerman)
Rūdbār (farsi رودبار) è il capoluogo della provincia di Rudbar Janub, circoscrizione Centrale, nella regione di Kerman. Aveva, nel 2006, una popolazione di 8.275 abitanti. 